# محمد میرزاوندی
محمّد میرزاوندی (زادهٔ ۱۳۳۳ در خرّم‌آباد) خواننده موسیقی لری است. او از برگزیدگان جشنواره موسیقی فجر در بخش موسیقی فولکلوریک است. وی دارای مدرک لیسانس موسیقی از تالار وحدت تهران است. میرزاوند سال‌های ۶۴-۶۵-۶۶ به عنوان خواننده برتر در جشنواره موسیقی فجر انتخاب شد. او کارمند بازنشسته اداره جهانگردی ایران است.

## زندگی
میرزاوند همواره ترانه‌های خوانندگانی مثل غلامحسین بنان-مرضیه و دلکش را می‌شنید و آن‌ها را در مغز و سینه خود فرو برده و زمزمه می‌کرد و می‌خواند. او تحصیلات دبستان را در دبستان پانزدهم بهمن گذراند و مقطعی از دبیرستان را در مدرسه پهلوی «امام خمینی امروزی» گذراند. در آنجا با گروه تئاتر دبیرستان به سرپرستی حسین شیدایی-مسعود رایگان و محمد یگانه کار کرد و به عنوان خواننده گروه تئاتر فعالیت کرد. به دلیل علاقه او به رشته فنی وارد هنرستان شهر دورود شد و در رشته مکانیک در هنرستان دیپلم گرفت. به دلیل عدم رضایت خانواده به دلایل مذهبی بودن در دوران پهلوی در زمینه خوانندگی به‌طور حرفه‌ای کار هنری نکرد بعد از گذراندن خدمت سربازی لیسانس هنرش را از تالار وحدت تهران اخذ نمود. در سال ۱۳۵۵ و در دوران پهلوی با شرکت در آزمون استخدامی برای کار در اداره اطلاعات و جهانگردی استخدام شد با پیروزی انقلاب و در اوایل انقلاب وارد گروه‌های موسیقی و سرود شد و فعالیت هنری خودش در این زمینه را شروع کرد. او علاقه ویژه به صدای محمدرضا شجریان دارد.
میرزاوند به گفته خودش از سال ۱۳۵۶ خوانندگی را به صورت غیر حرفه‌ای آغاز کرد و مدتی نزد هنگامه اخوان کار کرد و استاد او در فراگیری ردیف موسیقی درویش رضا منظمی بود در آغاز کار مجموعه ای به نام ای رفیق را خواند در سال‌های جنگ میان ایران و عراق تصنیف‌هایی همچون «تا نفس دارم می‌جنگم»، «سوار»، «کم بُو دیره»، «می‌مانم»، «دایه دایه وقته جنگه» و «شوق جبهه» را اجرا کرد. ترانه «دایه دایه وقت جنگه» بارها از طریق رادیو و تلویزیون دولتی ایران پخش شد.
یکی از ترانه‌های او به اسم سنگر رزم بسیج در مورد آزادسازی شهر خرمشهر از دست عراقی هاست.
محمد میرزاوند در سال ۱۳۶۷ و در اثر سکته مغزی و عوارض آن که باعث ایجاد لکنت در گفتارش شد و نمی‌توانست به درستی صحبت و تکلم کند از خوانندگی دور شد.
میرزاوند بعد از سکته تا مدت‌ها نمی‌توانست صحبت کند و زبانش به‌طور کامل بند آمده بود و بدنش به‌طور کامل فلج شده بود اما با پیگیری‌ها و معالجات که در کشورهای آلمان و انگلیس و فرانسه روی او صورت گرفت سلامت جسمی خودش را به مرور به‌دست‌آورد اما در تکلم و صحبت کردن دچار مشکل شد و همین امر باعث شد توانایی خواندن را از دست دهد.

## آلبوم‌ها
محمد میرزاوند بنیان‌گذار سبکی جدید در موسیقی لُری بود. او با بهره‌گیری از دانش موسیقی و سبکی خاص در خواندن و صدایی دلنشین و حنجره ای قوی توانست تلفیقی از موسیقی سنتی ایرانی و موسیقی لُری را به اجرا گذارد.
او در طی دوران هنری خودش سه کاست سوار-تکسوار و تا نفس دارم می‌جنگم رو به جای نهاد.
آلبوم سوار که با آهنگسازی درویش رضا منظمی و تنظیم فریدون شهبازیان در سال ۶۶ روانه بازار شد آخرین آلبوم او بود آلبوم سوار در آن سال‌ها با استقبال روبرو شد و یکی از پرفروش‌ترین کاست‌ها بود.
آلبوم تا نفس دارم می‌جنگم در سال ۶۷ مقام نخست بخش فولکلوریک جشنواره موسیقی فجر را کسب کرد و او غائب بزرگ این جشنواره از آن سال به بعد بود و شهرام ناظری در آن سال مقام نخست بخش موسیقی ایرانی را کسب کرد.

## اشعار ترانه‌ها
کم او دیره
کم او دیره کم او دیره هَنی هم مِه جوونم مِه می‌تونم یه عمری دِ سنگرم بمونم
«نگو دیر است هنوز من جان در بدن دارم من می‌توانم هنوز در سنگرم بمانم»
ای دِلم که چنینه دِ دسه دُشمه خینه می‌زنم تیر که تا دِ قلب دشمنم بشینه
«این دلم که اینطور شده از دست دشمن پر از خون است و تیر تفنگم رو می‌اندازم تا در قلب دشمنم بنشیند»
کم بُو دیره میهام تا نفس آخر بجنگم سی تقاص برارونم مِه چی زخمی پلنگم
«نگو دیر است من می‌خواهم تا آخرین نفس در سینه بجنگم و برای تقاص برادرانم مثل یک پلنگ زخمیم»
ای سینم که چنینه دِ دسه دُشمه خینه می‌زنم تیر که تا دِ قلب دشمنم بشینه
«این سینه من که اینطور شده از دست دشمن پر از خون است و تیر تفنگم را می‌اندازم تا در قلب دشمنم بنشیند»
ای دُشمه تو خیال نکن ترس مرگ‌ها دِ جونم جنازم هم سنگر بوه سی رزم برارونم
«ای دشمن تو خیال نکن که ترس مرگ در وجودم است جنازه من هم سنگری می‌شود برای رزم و نبرد برادرانم»
ای دُشمه تو خیال نکن ترس مرگ‌ها دِ جونم جنازم هم سنگر بوه سی شیران ایرانم
«ای دشمن تو خیال نکن که ترس مرگ در وجودم است جنازه من هم سنگری می‌شود برای نبرد شیران ایرانم»
سنگر رزم بسیج
سنگر رزم بسیج سنگر آزادیه روز جنگ وا دشمنو سیمو روز شادیه
«سنگر رزم بسیج مثل سنگر آزادی است و روز جنگ با دشمنان برایمان روز شادی و نشاط است»
وا قطار پُر دِ شنگ براره شیرم شو و روز جنگ میکنه او نَره شیرم
«با تفنگ پر از فشنگ و قطار به کمر بسته برادر شیرم شب و روز مثل یک شیر نَر جنگ و مبارزه می‌کند»
سنگر او دشمنو یک دِ یک بیه ویران دالکه افتخار کن تو وِ رزم دلیرو
«سنگر دشمنان یک به یک ویران و نابود شده دایه تو به رزم و جنگ رزمندگان دلاور افتخار کن»
وا قطار پُر دِ شنگ براره شیرم شو و روز جنگ میکنه او نَره شیرم
«با تفنگ پر از فشنگ و قطار به کمر بسته برادر شیرم شب و روز مثل یک شیر نَر جنگ و مبارزه می‌کند»
اِ خدا تو یاری به وِ وطنه مِه بعد دشمن زندگی چَنه قشنگه
«ای خدا تو به وطن من ایران یاری برسان چون بعد دشمن زندگی چقدر قشنگ و زیباست»
وا قطار پُر دِ شنگ براره شیرم شو و روز جنگ میکنه او نَره شیرم
«با تفنگ پر از فشنگ و قطار به کمر بسته برادر شیرم شب و روز مثل یک شیر نَر جنگ و مبارزه می‌کند»
سنگر رزم بسیج سنگر آزادیه روز جنگ وا دشمنو سیمو روز شادیه
«سنگر رزم بسیج مثل سنگر آزادی است و روز جنگ با دشمنان برایمان روز شادی و نشاط است»
دَسه حق یارش بوه زنده بمونه که دِ جونه دشمنش تقاص بَسونه